# Liste der Auslandsvertretungen Bhutans

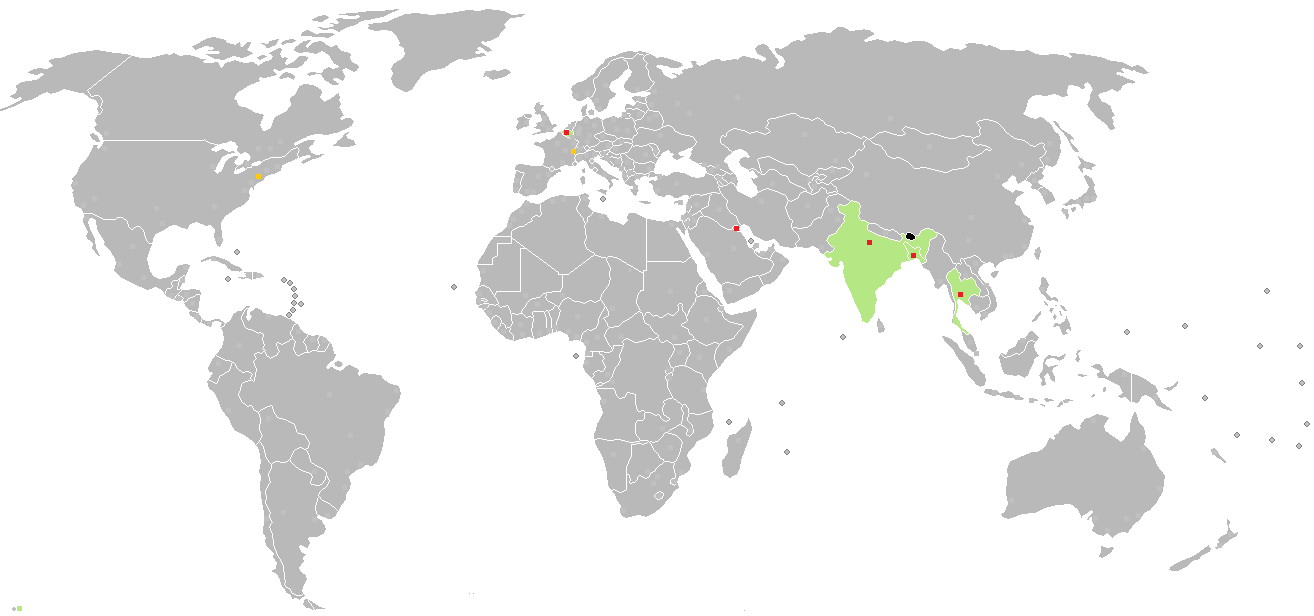
Standorte der diplomatischen Vertretungen Bhutans

Dies ist eine Liste der diplomatischen und konsularischen Vertretungen Bhutans.

## Diplomatische und konsularische Vertretungen

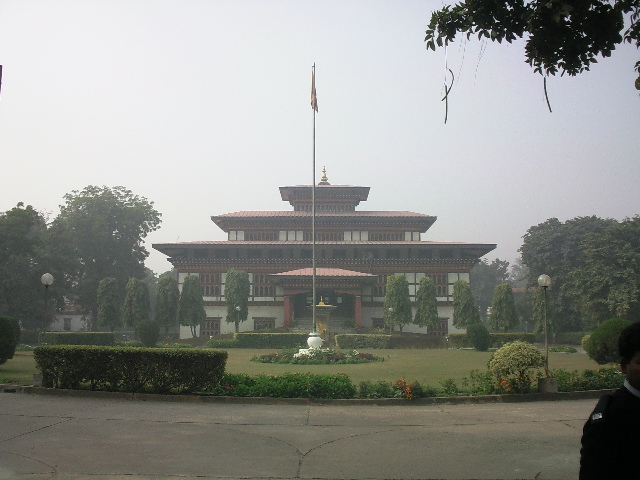
Botschaft Bhutans in Neu-Delhi

### Asien
| - Bangladesch: Dhaka, Botschaft - Indien: Neu-Delhi, Botschaft - Indien: Kalkutta, Konsulat | - Kuwait: Kuwait, Botschaft - Thailand: Bangkok, Botschaft |

### Europa
Botschaften:
- Belgien: Brüssel

Honorarkonsulate:
- Deutschland: Berlin[2]
- Österreich: Bregenz

## Vertretungen bei internationalen Organisationen
- Vereinte Nationen: New York, Ständige Mission
- Vereinte Nationen: Genf, Ständige Mission
- Europäische Union: Brüssel, Ständige Mission